# Sandmühle
Sandmühlen bzw. Gipsmühlen dienten in historischer Zeit insbesondere zur Herstellung von mineralischen Baumaterialien und Stuben- bzw. Scheuersand in passender Korngröße. Sie sind besonders häufig in den Buntsandsteingebieten Süddeutschlands.  
Typisch für Sandmühlen sind ein großer Mühlstein aus Buntsandstein, mit dem die auf dem Mahlgang gestreuten Gips- bzw. Sandbrocken pulverfein gemahlen wurden. Die moderne Verfahrenstechnik setzt Kugelmühlen und Windsichter zur Feinmahlung und Sortierung ein.

## Sandmühlen als Kinderspielzeug
Diese beliebten Spielzeuge bestehen aus einem vertikalen Trichter und einem darunter positionierten Rotor. Einschütten von Sand im Trichter treibt den Rotor an, je nach Windverhältnissen wirkt der Rotor auch als Windsichter. Die Zugabe von wasserhaltigem Schlick oder Silt führt u. U. zum zeitweiligen Verstopfen der Sandmühle.